# Rallye Dakar 2021
Navigation
Édition précédente Édition suivante
Le Rallye Dakar 2021 est la 43e édition du Rallye Dakar. Il se déroule du 3 au 15 janvier 2021 en Arabie saoudite.

## Faits marquants
- Deuxième édition du Rallye Dakar à se disputer en Arabie saoudite.
- Première édition du Rallye Dakar à comporter un prologue. Il se dispute la veille du départ officiel, le 2 janvier, et permet de déterminer l'ordre de départ des concurrents lors de la première étape. Les premiers du prologue ont l'avantage de bénéficier d'une piste dégagée et moins poussiéreuse.
- Première apparition du véhicule prototype de Bahrain Raid Xtreme (BRX) T1 « Hunter » en catégorie autos. Ce prototype est conduit par deux pilotes : Sébastien Loeb et Nani Roma[1].
- Création de la catégorie Dakar Classic. Des véhicules emblématiques des années avant 2000 sont au départ[2].
- Introduction du port obligatoire du gilet airbag dans les catégories motos et quads à la suite des décès des motards Paulo Gonçalves et Edwin Straver lors de l'édition précédente. Des alertes sonores préviennent les pilotes lorsqu'ils approchent d'un danger. Leur vitesse peut également être limitée à 90 km/h dans certaines zones à risques. Introduction également d'un roadbook numérique sur tablette pour les concurrents[3].
- 9 israéliens ont participé à l'épreuve malgré l'interdiction pour tout israélien d'entrer sur le sol saoudien. Danny Pearl et Charly Gotlib ont ainsi concouru sous licence belge, tandis qu'Aviv Kadshai, Izhar Armony et Maoz Vilder ont concouru sous licence américaine[4].
- Abandon de Sébastien Loeb et de son copilote Daniel Elena lors de la 8e étape en catégorie autos[5].
- Le Rallye est de nouveau endeuillé par le décès du motard amateur français Pierre Cherpin, âgé de 52 ans[6]. Il meurt lors de son rapatriement depuis l'Arabie saoudite après un traumatisme crânien occasionné lors sa grosse chute lors de la septième étape[6].

### Impact de la pandémie de Covid-19 sur la course
À cause de la pandémie de Covid-19, le Rallye du Maroc est annulé. Afin de permettre aux équipages d'avoir du roulage avec la course (et notamment pour permettre aux motards débutants d'avoir suffisamment de kilomètres de course pour valider leur inscription), David Castera, via sa société ODC Events, organise le Rallye d'Andalousie en octobre 2020.

## Parcours

### Tracé
Dix villes accueillent cette édition du rallye : Djeddah, Qal'at Bishah, Wadi ad-Dawasir, Riyad, Al Qaisumah, Ḥā'il, Sakaka, Neom, Al-'Ula, Yanbu.

### Étapes
| Date                                       | Étape              | Départ             | Arrivée            | Spéciale | Total    |
| ------------------------------------------ | ------------------ | ------------------ | ------------------ | -------- | -------- |
| 2 janvier 2021                             | Prologue           | Djeddah            | Djeddah            | 11 km    | 11 km    |
| 3 janvier 2021                             | Étape 1            | Djeddah            | Qal'at Bishah      | 277 km   | 622 km   |
| 4 janvier 2021                             | Étape 2            | Qal'at Bishah      | Wadi ad-Dawasir    | 457 km   | 685 km   |
| 5 janvier 2021                             | Étape 3            | Wadi ad-Dawasir    | Wadi ad-Dawasir    | 403 km   | 603 km   |
| 6 janvier 2021                             | Étape 4            | Wadi ad-Dawasir    | Riyad              | 337 km   | 813 km   |
| 7 janvier 2021                             | Étape 5            | Riyad              | Al Qaisumah        | 419 km   | 625 km   |
| 8 janvier 2021                             | Étape 6            | Al Qaisumah        | Ḥā'il              | 485 km   | 655 km   |
| Journée de repos à Ḥā'il le 9 janvier 2021 |                    |                    |                    |          |          |
| 10 janvier 2021                            | Étape 7            | Ḥā'il              | Sakaka             | 471 km   | 737 km   |
| 11 janvier 2021                            | Étape 8            | Sakaka             | Neom               | 375 km   | 709 km   |
| 12 janvier 2021                            | Étape 9            | Neom               | Neom               | 465 km   | 579 km   |
| 13 janvier 2021                            | Étape 10           | Neom               | Al-'Ula            | 342 km   | 583 km   |
| 14 janvier 2021                            | Étape 11           | Al-'Ula            | Yanbu              | 511 km   | 557 km   |
| 15 janvier 2021                            | Étape 12           | Yanbu              | Djeddah            | 225 km   | 452 km   |
| Total de l'épreuve                         | Total de l'épreuve | Total de l'épreuve | Total de l'épreuve | 4 767 km | 7 646 km |

## Participants

### Nombre de participants
| Motos | Quads | Autos | SSV | Camions | Classiques | Total |
| ----- | ----- | ----- | --- | ------- | ---------- | ----- |
| 101   | 16    | 64    | 61  | 44      | 24         | 310   |

## Vainqueurs d'étapes
| Étape | Étape                             | Moto                 | Quad                | Auto                                   | SSV                                                 | Camion                                               | Prototype léger                             |
| ----- | --------------------------------- | -------------------- | ------------------- | -------------------------------------- | --------------------------------------------------- | ---------------------------------------------------- | ------------------------------------------- |
| Pro   | Djeddah - Djeddah                 | Ricky Brabec         | Alexandre Giroud    | Nasser al-Attiyah Mathieu Baumel       | Austin Jones Gustavo Gugelmin                       | Siarhei Viazovich Pavel Haranin Anton Zaparoshchanka | Kris Meeke Wouter Rosegaar                  |
| 1     | Djeddah - Qal'at Bishah           | Toby Price           | Alexandre Giroud    | Carlos Sainz Lucas Cruz                | Austin Jones Gustavo Gugelmin                       | Dmitry Sotnikov Ruslan Akhmadeev Ilgiz Akhmetzianov  | Cristina Gutiérrez Herrero François Cazalet |
| 2     | Qal'at Bishah - Wadi ad-Dawasir   | Joan Barreda Bort    | Pablo Copetti       | Nasser al-Attiyah Mathieu Baumel       | Saleh Alsaif Oriol Vidal Montijano                  | Dmitry Sotnikov Ruslan Akhmadeev Ilgiz Akhmetzianov  | Seth Quintero Dennis Zenz                   |
| 3     | Wadi ad-Dawasir - Wadi ad-Dawasir | Toby Price           | Nicolás Cavigliasso | Nasser al-Attiyah Mathieu Baumel       | Francisco López Contardo Juan Pablo Latrach Vinagre | Siarhei Viazovich Pavel Haranin Anton Zaparoshchanka | Seth Quintero Dennis Zenz                   |
| 4     | Wadi ad-Dawasir - Riyad           | Joan Barreda Bort    | Manuel Andújar      | Nasser al-Attiyah Mathieu Baumel       | Aron Domżała Maciej Marton                          | Dmitry Sotnikov Ruslan Akhmadeev Ilgiz Akhmetzianov  | Kris Meeke Wouter Rosegaar                  |
| 5     | Riyad - Buraydah                  | Kevin Benavídes      | Nicolás Cavigliasso | Giniel de Villiers Álex Haro Bravo     | Francisco López Contardo Juan Pablo Latrach Vinagre | Dmitry Sotnikov Ruslan Akhmadeev Ilgiz Akhmetzianov  | Seth Quintero Dennis Zenz                   |
| 6     | Buraydah - Ḥā'il                  | Joan Barreda Bort    | Alexandre Giroud    | Carlos Sainz Lucas Cruz                | Khalifa al-Attiyah Paolo Ceci                       | Ayrat Mardeev Dmitriy Svistunov Akhmet Galiautdinov  | Seth Quintero Dennis Zenz                   |
| 7     | Ḥā'il - Sakaka                    | Ricky Brabec         | Manuel Andújar      | Yazeed Al Rahji Dirk von Zitzewitz     | Francisco López Contardo Juan Pablo Latrach Vinagre | Dmitry Sotnikov Ruslan Akhmadeev Ilgiz Akhmetzianov  | Cristina Gutiérrez Herrero François Cazalet |
| 8     | Sakaka - Neom                     | José Ignacio Cornejo | Alexandre Giroud    | Nasser al-Attiyah Mathieu Baumel       | Francisco López Contardo Juan Pablo Latrach Vinagre | Anton Shibalov Dmitrii Nikitin Ivan Tatarinov        | Seth Quintero Dennis Zenz                   |
| 9     | Neom - Neom                       | Kevin Benavídes      | Giovanni Enrico     | Stéphane Peterhansel Édouard Boulanger | Francisco López Contardo Juan Pablo Latrach Vinagre | Martin Macík František Tomášek David Švanda          | Cristina Gutiérrez Herrero François Cazalet |
| 10    | Neom - Al-'Ula                    | Ricky Brabec         | Pablo Copetti       | Yazeed Al Rahji Dirk von Zitzewitz     | Sergey Karyakin Anton Vlasiuk                       | Martin Macík František Tomášek David Švanda          | Kris Meeke Wouter Rosegaar                  |
| 11    | Al-'Ula - Yanbu                   | Sam Sunderland       | Giovanni Enrico     | Nasser al-Attiyah Mathieu Baumel       | Francisco López Contardo Juan Pablo Latrach Vinagre | Anton Shibalov Dmitrii Nikitin Ivan Tatarinov        | Seth Quintero Dennis Zenz                   |
| 12    | Yanbu - Djeddah                   | Ricky Brabec         | Pablo Copetti       | Carlos Sainz Lucas Cruz                | Reinaldo Varela Maykel Justo                        | Martin Macík František Tomášek David Švanda          | Kris Meeke Wouter Rosegaar                  |

## Leaders du classement général après chaque étape
| Étape | Étape                             | Moto                 | Quad                | Auto                                   | SSV                                                 | Camion                                              |
| ----- | --------------------------------- | -------------------- | ------------------- | -------------------------------------- | --------------------------------------------------- | --------------------------------------------------- |
| 1     | Djeddah - Qal'at Bishah           | Toby Price           | Alexandre Giroud    | Carlos Sainz Lucas Cruz                | Austin Jones Gustavo Gugelmin                       | Dmitry Sotnikov Ruslan Akhmadeev Ilgiz Akhmetzianov |
| 2     | Qal'at Bishah - Wadi ad-Dawasir   | Joan Barreda Bort    | Alexandre Giroud    | Stéphane Peterhansel Édouard Boulanger | Francisco López Contardo Juan Pablo Latrach Vinagre | Dmitry Sotnikov Ruslan Akhmadeev Ilgiz Akhmetzianov |
| 3     | Wadi ad-Dawasir - Wadi ad-Dawasir | Skyler Howes         | Giovanni Enrico     | Stéphane Peterhansel Édouard Boulanger | Francisco López Contardo Juan Pablo Latrach Vinagre | Dmitry Sotnikov Ruslan Akhmadeev Ilgiz Akhmetzianov |
| 4     | Wadi ad-Dawasir - Riyad           | Xavier de Soultrait  | Nicolás Cavigliasso | Stéphane Peterhansel Édouard Boulanger | Francisco López Contardo Juan Pablo Latrach Vinagre | Dmitry Sotnikov Ruslan Akhmadeev Ilgiz Akhmetzianov |
| 5     | Riyad - Buraydah                  | Kevin Benavídes      | Nicolás Cavigliasso | Stéphane Peterhansel Édouard Boulanger | Francisco López Contardo Juan Pablo Latrach Vinagre | Dmitry Sotnikov Ruslan Akhmadeev Ilgiz Akhmetzianov |
| 6     | Buraydah - Ḥā'il                  | Toby Price           | Nicolás Cavigliasso | Stéphane Peterhansel Édouard Boulanger | Aron Domżała Maciej Marton                          | Dmitry Sotnikov Ruslan Akhmadeev Ilgiz Akhmetzianov |
| 7     | Ḥā'il - Sakaka                    | José Ignacio Cornejo | Manuel Andújar      | Stéphane Peterhansel Édouard Boulanger | Aron Domżała Maciej Marton                          | Dmitry Sotnikov Ruslan Akhmadeev Ilgiz Akhmetzianov |
| 8     | Sakaka - Neom                     | José Ignacio Cornejo | Manuel Andújar      | Stéphane Peterhansel Édouard Boulanger | Austin Jones Gustavo Gugelmin                       | Dmitry Sotnikov Ruslan Akhmadeev Ilgiz Akhmetzianov |
| 9     | Neom - Neom                       | José Ignacio Cornejo | Manuel Andújar      | Stéphane Peterhansel Édouard Boulanger | Francisco López Contardo Juan Pablo Latrach Vinagre | Dmitry Sotnikov Ruslan Akhmadeev Ilgiz Akhmetzianov |
| 10    | Neom - Al-'Ula                    | Kevin Benavídes      | Manuel Andújar      | Stéphane Peterhansel Édouard Boulanger | Francisco López Contardo Juan Pablo Latrach Vinagre | Dmitry Sotnikov Ruslan Akhmadeev Ilgiz Akhmetzianov |
| 11    | Al-'Ula - Yanbu                   | Kevin Benavídes      | Manuel Andújar      | Stéphane Peterhansel Édouard Boulanger | Francisco López Contardo Juan Pablo Latrach Vinagre | Dmitry Sotnikov Ruslan Akhmadeev Ilgiz Akhmetzianov |
| 12    | Yanbu - Djeddah                   | Kevin Benavídes      | Manuel Andújar      | Stéphane Peterhansel Édouard Boulanger | Francisco López Contardo Juan Pablo Latrach Vinagre | Dmitry Sotnikov Ruslan Akhmadeev Ilgiz Akhmetzianov |

## Classements finaux

### Motos
| Pos. | Pilote                       | Constructeur | Temps             | Écart              |
| 1    | Kevin Benavídes              | Honda        | 47 h 18 min 14 s  | —                  |
| 2    | Ricky Brabec                 | Honda        | 47 h 23 min 10 s  | + 00 h 04 min 56 s |
| 3    | Sam Sunderland               | KTM          | 47 h 34 min 11 s  | + 00 h 15 min 57 s |
| 4    | Daniel Sanders (R)           | KTM          | 47 h 57 min 06 s  | + 00 h 38 min 52 s |
| 5    | Skyler Howes                 | KTM          | 48 h 10 min 47 s  | + 00 h 52 min 33 s |
| 6    | Lorenzo Santolino            | Sherco       | 48 h 16 min 44 s  | + 00 h 58 min 30 s |
| 7    | Pablo Quintanilla            | Husqvarna    | 48 h 44 min 53 s  | + 01 h 26 min 39 s |
| 8    | Stefan Svitko                | KTM          | 49 h 01 min 21 s  | + 01 h 43 min 07 s |
| 9    | Matthias Walkner             | KTM          | 49 h 50 min 26 s  | + 02 h 32 min 12 s |
| 10   | Martin Michek                | KTM          | 50 h 00 min 51 s  | + 02 h 42 min 37 s |
| 11   | Joaquim Rodríguez            | Hero         | 50 h 22 min 38 s  | +03 h 04 min 24 s  |
| 12   | Jaume Betriu                 | KTM          | 50 h 35 min 30 s  | +03 h 17 min 16 s  |
| 13   | Tosha Schareina              | KTM          | 50 h 59 min 49 s  | +03 h 41 min 35 s  |
| 14   | Sebastian Bühler             | Hero         | 51 h 18 min 17 s  | +04 h 00 min 03 s  |
| 15   | Juan Pedrero                 | KTM          | 51 h 25 min 42 s  | +04 h 7 min 28 s   |
| 16   | Oriol Mena                   | KTM          | 51 h 37 min 38 s  | +04 h 19 min 24 s  |
| 17   | Laia Sanz                    | Gas Gas      | 53 h 47 min 45 s  | +06 h 29 min 31 s  |
| 18   | Milan Engel                  | KTM          | 53 h 48 min 43 s  | +06 h 30 min 29 s  |
| 19   | Rui Gonçalves                | Sherco       | 53 h 53 min 35 s  | +06 h 35 min 21 s  |
| 20   | Harith Noah Koitha Veettil   | Sherco       | 54 h 58 min 05 s  | +07 h 39 min 51 s  |
| 21   | Arunas Gelazninkas           | KTM          | 55 h 04 min 23 s  | +07 h 46 min 09 s  |
| 22   | Camille Chapelière           | KTM          | 55 h 38 min 18 s  | +08 h 20 min 04 s  |
| 23   | Emanuel Gyenes               | KTM          | 56 h 06 min 28 s  | +08 h 48 min 14 s  |
| 24   | David Knight                 | Husqvarna    | 56 h 11 min 25 s  | +08 h 53 min 11 s  |
| 25   | Benjamin Melot               | KTM          | 56 h 45 min 10 s  | +09 h 26 min 56 s  |
| 26   | Paul Spierings               | Husqvarna    | 57 h 00 min 31 s  | +09 h 42 min 17 s  |
| 27   | Michael Burgess              | KTM          | 58 h 11 min 44 s  | +10 h 53 min 30 s  |
| 28   | Konrad Dabrowski             | KTM          | 58 h 24 min 36 s  | +11 h 06 min 22 s  |
| 29   | Mathieu Dovèze               | KTM          | 59 h 07 min 25 s  | +11 h 49 min 11 s  |
| 30   | David Pabiška                | KTM          | 59 h 12 min 13 s  | +11 h 53 min 39 s  |
| 31   | Libor Podmol                 | Husqvarna    | 59 h 22 min 58 s  | +12 h 04 min 44 s  |
| 32   | Xavier Flick                 | Husqvarna    | 59 h 25 min 33 s  | +12 h 07 min 19 s  |
| 33   | Zaker Yakp                   | KTM          | 61 h 15 min 15 s  | +13 h 57 min 01 s  |
| 34   | Marc Calmet                  | KTM          | 63 h 51 min 11 s  | +16 h 32 min 57 s  |
| 35   | Charlie Herbst               | KTM          | 64 h 50 min 17 s  | +17 h 32 min 03 s  |
| 36   | Simon Marčič                 | Husqvarna    | 65 h 09 min 28 s  | +17 h 51 min 14 s  |
| 37   | Neil Hawker                  | Husqvarna    | 65 h 53 min 00 s  | +18 h 34 min 46 s  |
| 38   | Cesare Zacchetti             | KTM          | 67 h 08 min 39 s  | +19 h 50 min 25 s  |
| 39   | Erik Vlčák                   | Husqvarna    | 67 h 27 min 33 s  | +20 h 09 min 19 s  |
| 40   | Stéphane Darques             | Yamaha       | 68 h 10 min 37 s  | +20 h 52 min 23 s  |
| 41   | Rudolf Lhotský               | Husqvarna    | 68 h 28 min 22 s  | +21 h 10 min 08 s  |
| 42   | Mishal Alghuneim             | KTM          | 68 h 57 min 46 s  | +21 h 39 min 32 s  |
| 43   | Franco Picco                 | Husqvarna    | 69 h 02 min 14 s  | +21 h 44 min 00 s  |
| 44   | Sara García                  | Yamaha       | 69 h 40 min 37 s  | +22 h 22 min 23 s  |
| 45   | Zhao Hongyi                  | KTM          | 69 h 54 min 26 s  | +22 h 36 min 12 s  |
| 46   | Amaury Baratin               | KTM          | 71 h 04 min 12 s  | +23 h 45 min 58 s  |
| 47   | Javi Vega                    | Yamaha       | 71 h 05 min 46 s  | +23 h 47 min 32 s  |
| 48   | Juan Pablo Guillen           | KTM          | 71 h 28 min 00 s  | +24 h 09 min 46 s  |
| 49   | Guillaume Barthélémy         | KTM          | 72 h 02 min 40 s  | +24 h 44 min 26 s  |
| 50   | Andrew Joseph Houlihan       | KTM          | 73 h 11 min 20 s  | +25 h 53 min 06 s  |
| 51   | Frédéric Barlerin            | KTM          | 74 h 51 min 01 s  | +27 h 32 min 47 s  |
| 52   | Walter Roelandts             | Husqvarna    | 75 h 18 min 56 s  | +28 h 00 min 42 s  |
| 53   | Eduardo Iglesias             | KTM          | 76 h 51 min 14 s  | +29 h 33 min 00 s  |
| 54   | Eladio Carbonell             | KTM          | 76 h 57 min 27 s  | +29 h 39 min 13 s  |
| 55   | Rachil Al-Lal Lahadil        | Husqvarna    | 77 h 24 min 13 s  | +30 h 05 min 59 s  |
| 56   | Fernando Dominguez           | KTM          | 80 h 28 min 44 s  | +33 h 10 min 30 s  |
| 57   | Olaf Harmsen                 | KTM          | 80 h 54 min 54 s  | +33 h 36 min 40 s  |
| 58   | Salman Mohamed Humood Farhan | Husqvarna    | 81 h 09 min 20 s  | +33 h 51 min 06 s  |
| 59   | Audrey Rossat                | KTM          | 82 h 26 min 13 s  | +35 h 07 min 59 s  |
| 60   | Gabor Saghmeister            | KTM          | 82 h 50 min 34 s  | +35 h 32 min 20 s  |
| 61   | Juan Campdera                | KTM          | 86 h 04 min 43 s  | +38 h 46 min 29 s  |
| 62   | Daniel Albero                | KTM          | 92 h 19 min 03 s  | +45 h 00 min 49 s  |
| 63   | James Alexander              | Yamaha       | 113 h 51 min 15 s | +66 h 33 min 01 s  |

#### Vainqueurs par catégories
- G1.1 Elites ASO :  Kevin Benavides (Honda)
- G2.1 Super Production :  Daniel Sanders (KTM)
- G2.2 Marathon :  Tosha Schareina (KTM)
- Féminine :  Laia Sanz (Gas Gas)
- Première participation :  Daniel Sanders (KTM)
- Original by Motul (malle-moto) :  Arunas Gelazninkas (KTM)

### Quads
| Pos. | Pilote                  | Constructeur | Temps            | Écart              |
| 1    | Manuel Andújar          | Yamaha       | 60 h 28 min 29 s | —                  |
| 2    | Giovanni Enrico         | Yamaha       | 61 h 02 min 13 s | + 00 h 33 min 42 s |
| 3    | Pablo Copetti           | Yamaha       | 63 h 29 min 27 s | + 03 h 00 min 58 s |
| 4    | Kamil Wiśniewski        | Yamaha       | 67 h 18 min 34 s | + 06 h 50 min 05 s |
| 5    | Tomáš Kubiena           | Yamaha       | 67 h 40 min 14 s | + 07 h 11 min 45 s |
| 6    | Romain Dutu             | Yamaha       | 69 h 45 min 40 s | + 09 h 17 min 11 s |
| 7    | Laisvydas Kancius (R)   | Yamaha       | 73 h 11 min 34 s | + 12 h 43 min 05 s |
| 8    | Tobias Juan Carrizo (R) | Yamaha       | 78 h 52 min 03 s | + 18 h 23 min 34 s |
| 9    | Tony Vingut             | Yamaha       | 83 h 54 min 39 s | + 23 h 26 min 10 s |
| 10   | Suany Martínez          | Can-Am       | 89 h 34 min 54 s | + 29 h 06 min 25 s |
| 11   | Leonardo Martínez       | Can-Am       | 92 h 20 min 29 s | + 31 h 52 min 00 s |

#### Vainqueurs par catégories
- G3.1 : 2 roues motrices moins de 750 cm3 :  Manuel Andújar (Yamaha)
- G3.2 : 4 roues motrices moins de 900 cm3 :  Kamil Wiśniewski (Yamaha)
- Féminine :  Suany Martínez (Can-Am)
- Première participation :  Laisvydas Kancius (Yamaha)

### Autos
| Pos. | Pilote                  | Copilote              | Constructeur | Temps             | Écart              |
| 1    | Stéphane Peterhansel    | Édouard Boulanger     | Mini         | 44 h 28 min 11 s  | —                  |
| 2    | Nasser Al-Attiyah       | Matthieu Baumel       | Toyota       | 44 h 42 min 02 s  | + 00 h 13 min 51 s |
| 3    | Carlos Sainz            | Lucas Cruz            | Mini         | 45 h 29 min 08 s  | + 01 h 00 min 57 s |
| 4    | Jakub Przygoński        | Timo Gottschalk       | Toyota       | 47 h 03 min 14 s  | + 02 h 35 min 03 s |
| 5    | Nani Roma               | Alexandre Winocq      | Prodrive     | 47 h 49 min 59 s  | + 03 h 21 min 48 s |
| 6    | Vladimir Vasilyev       | Dmitro Tsyro          | Mini         | 47 h 57 min 49 s  | + 03 h 29 min 38 s |
| 7    | Khali Al-Qassimi        | Xavier Panseri        | Peugeot      | 48 h 01 min 42 s  | + 03 h 33 min 31 s |
| 8    | Giniel de Villiers      | Álex Haro Bravo       | Toyota       | 48 h 25 min 50 s  | + 03 h 57 min 39 s |
| 9    | Martin Prokop           | Viktor Chytka         | Ford         | 48 h 37 min 32 s  | + 04 h 09 min 21 s |
| 10   | Cyril Despres           | Mike Horn             | Peugeot      | 49 h 19 min 20 s  | + 04 h 51 min 09 s |
| 11   | Christian Lavieille     | Jean-Pierre Garcin    | Optimus      | 49 h 32 min 06 s  | +05 h 03 min 55 s  |
| 12   | Benediktas Vanagas      | Filipe Palmeiro       | Toyota       | 49 h 49 min 16 s  | +05 h 21 min 05 s  |
| 13   | Binglong Lu             | Wenke Ma              | BAIC         | 51 h 05 min 47 s  | +06 h 37 min 36 s  |
| 14   | Guoyu Zhang             | He Sha                | BAIC         | 51 h 08 min 54 s  | +06 h 40 min 43 s  |
| 15   | Yangui Liu              | Hongyu Pan            | BAIC         | 51 h 24 min 29 s  | +06 h 56 min 18 s  |
| 16   | Yazeed Al-Rajhi         | Dirk von Zitzewitz    | Toyota       | 51 h 26 min 50 s  | +06 h 58 min 39 s  |
| 17   | Guilherme Spinelli      | Youssef Haddad        | Mini         | 51 h 38 min 36 s  | +07 h 10 min 25 s  |
| 18   | Wei Han                 | Min Liao              | SMG          | 51 h 48 min 07 s  | +07 h 19 min 56 s  |
| 19   | Dominique Housieaux     | Simon Vitse           | Optimus      | 52 h 03 min 24 s  | +07 h 35 min 13 s  |
| 20   | Ricardo Porém           | Jorge Monteiro        | Borgward     | 52 h 41 min 23 s  | +08 h 13 min 12 s  |
| 21   | Shameer Variawa         | Dennis Murphy         | Toyota       | 53 h 10 min 50 s  | +08 h 42 min 39 s  |
| 22   | Ronan Chabot            | Gilles Pillot         | Toyota       | 53 h 44 min 39 s  | +09 h 16 min 28 s  |
| 23   | Antanas Juknevičius     | Darius Vaičiulis      | Toyota       | 54 h 05 min 32 s  | +09 h 37 min 21 s  |
| 24   | Victor Khoroshavsev     | Anton Nikolaev        | Mini         | 54 h 10 min 20 s  | +09 h 42 min 09 s  |
| 25   | Edvinas Juškauskas      | Aisvydas Paliukėnas   | Toyota       | 54 h 10 min 32 s  | +09 h 42 min 21 s  |
| 26   | Tim Coronel             | Tom Coronel           | Jefferies    | 54 h 39 min 43 s  | +10 h 11 min 32 s  |
| 27   | Michaël Pisano          | Max Delfino           | Optimus      | 54 h 44 min 54 s  | +10 h 16 min 43 s  |
| 28   | Isidre Esteve Pujol     | Txema Villalobos      | Toyota       | 54 h 51 min 18 s  | +10 h 23 min 07 s  |
| 29   | Marcelo Tiglia Gastaldi | Lourival Roldan       | Century      | 54 h 55 min 20 s  | +10 h 27 min 09 s  |
| 30   | Denis Krotov            | Oleg Uperenko         | Mini         | 55 h 55 min 22 s  | +11 h 27 min 11 s  |
| 31   | Gintas Petrus           | Jose Marques          | Optimus      | 56 h 56 min 50 s  | +12 h 28 min 39 s  |
| 32   | Brian Baragwanath       | Taye Perry            | Century      | 57 h 25 min 58 s  | +12 h 57 min 47 s  |
| 33   | Philippe Boutron        | Mayeul Barbet         | Sodicars     | 57 h 51 min 11 s  | +13 h 23 min 00 s  |
| 34   | Jean-Pierre Strugo      | François Borsotto     | Peugeot      | 58 h 36 min 58 s  | +14 h 08 min 47 s  |
| 35   | Manuel Plaza            | Monica Plaza          | Sodicars     | 58 h 45 min 20 s  | +14 h 17 min 09 s  |
| 36   | Erwin Imschoot          | Olivier Imschoot      | Optimus      | 58 h 53 min 11 s  | +14 h 25 min 00 s  |
| 37   | Alabdalali Saleh        | Mohammed Alnaim       | Hummer       | 60 h 03 min 15 s  | +15 h 35 min 04 s  |
| 38   | Akira Miura             | Laurent Lichtleuchter | Toyota       | 62 h 36 min 53 s  | +18 h 08 min 42 s  |
| 39   | Yasir Seaidan           | Alexey Kuzmich        | Century      | 62 h 57 min 55 s  | +18 h 29 min 44 s  |
| 40   | Ronald Basso            | Jean-Michel Polato    | Toyota       | 64 h 42 min 04 s  | +20 h 13 min 53 s  |
| 41   | Khalid Aljafla          | Ali Mirza             | Toyota       | 67 h 34 min 29 s  | +23 h 06 min 18 s  |
| 42   | Tomáš Ouředníček        | David Křípal          | Toyota       | 70 h 20 min 09 s  | +25 h 51 min 58 s  |
| 43   | Romain Dumas            | Gilles de Turckheim   | Rebellion    | 71 h 37 min 48 s  | +27 h 09 min 37 s  |
| 44   | Mathieu Serradori       | Fabian Lurquin        | Century      | 76 h 42 min 45 s  | +32 h 14 min 34 s  |
| 45   | Borja Rodriguez         | Ruben Rodriguez       | Toyota       | 79 h 31 min 36 s  | +35 h 03 min 25 s  |
| 46   | Roger Audas             | Franck Maldonado      | Sodicars     | 82 h 15 min 44 s  | +37 h 47 min 33 s  |
| 47   | Alexandre Leroy         | Nicolas Delangue      | Century      | 91 h 28 min 11 s  | +47 h 00 min 00 s  |
| 48   | Marco Piana             | David Giovannetti     | Toyota       | 304 h 33 min 43 s | +260 h 05 min 32 s |

#### Vainqueurs par catégories
- T1.1 : 4x4 modifiés essence :  Nasser Al-Attiyah /  Mathieu Baumel (Toyota)
- T1.2 : 4x4 modifiés diesel :  Vladimir Vasilyev /  Dmitro Tsyro (Mini)
- T1.3 : 2 roues motrices essence :  Christian Lavieille /  Jean-Pierre Garcin (Optimus)
- T1.4 : 2 roues motrices diesel :  Stéphane Peterhansel /  Édouard Boulanger (Mini)
- T1.5 : Score :  Tim Coronel /  Tom Coronel (Jefferies)
- T2.2 : 4x4 de série diesel :  Akira Miura /  Laurent Litchtleuchter (Toyota)
- TAS : assistance spéciale :  Marco Piana /  David Giovannetti (Toyota)
- Première participation :  Binglong Lu /  Wenke Ma (BAIC)

### SSV
| Pos. | Pilote                    | Copilote                 | Constructeur | Temps             | Écart              |
| 1    | Francisco López Contardo  | Juan Latrach Vinagre     | Can-Am       | 53 h 41 min 02 s  | —                  |
| 2    | Austin Jones              | Gustavo Gugelmin         | Can-Am       | 53 h 58 min 25 s  | + 00 h 17 min 23 s |
| 3    | Aron Domżała              | Maciej Marton            | Can-Am       | 54 h 32 min 55 s  | + 00 h 51 min 53 s |
| 4    | Michal Goczal (R)         | Szymon Gospodarczyk      | Can-Am       | 54 h 55 min 00 s  | + 01 h 13 min 58 s |
| 5    | Reinaldo Varela           | Maykel Justo             | Can-Am       | 55 h 08 min 07 s  | + 01 h 27 min 05 s |
| 6    | Kees Koolen               | Jurgen van den Goorbergh | Can-Am       | 57 h 31 min 49 s  | + 03 h 50 min 47 s |
| 7    | Jose Antonio Hinojo Lopez | Diego Ortega Gil         | Can-Am       | 57 h 39 min 26 s  | + 03 h 56 min 24 s |
| 8    | Marek Goczał (R)          | Rafal Marton             | Can-Am       | 58 h 22 min 11 s  | + 04 h 41 min 09 s |
| 9    | Khalifa Al-Attiyah (R)    | Paolo Ceci               | Can-Am       | 58 h 23 min 20 s  | + 04 h 42 min 18 s |
| 10   | Éric Abel                 | Christian Manez          | Can-Am       | 59 h 24 min 27 s  | + 05 h 43 min 55 s |
| 11   | Gerard Farrés             | Armand Monleón           | Can-Am       | 59 h 27 min 50 s  | +05 h 46 min 48 s  |
| 12   | Josef Machacek            | Pavel Vyoral             | Buggyra      | 59 h 39 min 01 s  | +05 h 57 min 59 s  |
| 13   | Wayne Matlock             | Sam Hayes                | Polaris      | 59 h 50 min 19 s  | +06 h 09 min 17 s  |
| 14   | Fernando Álvarez          | Antonio Gimeno           | Can-Am       | 60 h 13 min 37 s  | +06 h 32 min 35 s  |
| 15   | Lourenço Rosa             | Joaquim Dias             | Can-Am       | 60 h 51 min 13 s  | +07 h 10 min 11 s  |
| 16   | Camélia Liparoti          | Annett Fischer           | Yamaha       | 61 h 51 min 24 s  | +08 h 10 min 22 s  |
| 17   | Philippe Pinchedez        | Vincent Ferri            | Pinch        | 62 h 15 min 27 s  | +08 h 34 min 25 s  |
| 18   | Seth Quintero             | Dennis Zenz              | OT           | 62 h 30 min 15 s  | +08 h 49 min 13 s  |
| 19   | Jean-Luc Pisson           | Valentin Sarreaud        | PH-Sport     | 62 h 43 min 38 s  | +09 h 02 min 36 s  |
| 20   | Nicolas Brabeck-Letmathe  | Bruno Bony               | Can-Am       | 63 h 26 min 19 s  | +09 h 45 min 17 s  |
| 21   | Jean-Rémy Bergounhe       | Jean Brucy               | PH-Sport     | 63 h 47 min 56 s  | +10 h 06 min 54 s  |
| 22   | Lionel Baud               | Loïc Minaudier           | PH-Sport     | 64 h 01 min 16 s  | +10 h 20 min 14 s  |
| 23   | Sergey Karyakin           | Anton Vlasiuk            | Can-Am       | 64 h 48 min 06 s  | +11 h 07 min 04 s  |
| 24   | Gael Queralt              | Juan Silva               | Can-Am       | 64 h 49 min 49 s  | +11 h 08 min 47 s  |
| 25   | Benoit Lepietre           | Aurélie Sifferlen        | Can-Am       | 64 h 50 min 39 s  | +11 h 09 min 37 s  |
| 26   | Rui Carneiro              | Filipe Serra             | MMP          | 65 h 17 min 00 s  | +11 h 35 min 58 s  |
| 27   | Juan Miguel Fidel         | Victor Gonzalez          | Can-Am       | 65 h 19 min 14 s  | +11 h 38 min 12 s  |
| 28   | Liam Griffin              | Stéphane Duple           | Polaris      | 65 h 26 min 36 s  | +11 h 45 min 34 s  |
| 29   | Mansour Al-Helei          | Michael Orr              | PH-Sport     | 66 h 27 min 03 s  | +12 h 46 min 01 s  |
| 30   | Fabrice Lardon            | Romain Souvignet         | Can-Am       | 67 h 41 min 20 s  | +14 h 00 min 18 s  |
| 31   | Saeed Almouri             | Sergio Lafuente          | Can-Am       | 67 h 52 min 55 s  | +14 h 11 min 53 s  |
| 32   | Frédéric Chesneau         | Stéphane Chesneau        | Can-Am       | 70 h 21 min 42 s  | +16 h 40 min 40 s  |
| 33   | Patrick Becquart          | Romain Becquart          | Can-Am       | 71 h 02 min 59 s  | +17 h 21 min 57 s  |
| 34   | Tomáš Enge                | Vlastimil Tošenovský     | Buggyra      | 71 h 27 min 52 s  | +17 h 46 min 50 s  |
| 35   | Vincent Gonzalez          | Renaud Niveau            | BRP          | 72 h 00 min 13 s  | +18 h 19 min 11 s  |
| 36   | Jérémie Warnia            | Steven Griener           | Polaris      | 75 h 08 min 49 s  | +21 h 27 min 47 s  |
| 37   | Ferdinando Bracchetti     | Rafael Tornabell         | Polaris      | 76 h 40 min 58 s  | +22 h 59 min 56 s  |
| 38   | Graham Knight             | David Watson             | Polaris      | 83 h 55 min 23 s  | +30 h 14 min 21 s  |
| 39   | Pablo Olivas              | Raul Ortiz               | Can-Am       | 101 h 29 min 42 s | +47 h 48 min 40 s  |
| 40   | Danny Pearl               | Charly Gotlib            | Can-Am       | 114 h 49 min 36 s | +61 h 08 min 34 s  |
| 41   | Kris Meeke                | Wouter Rosegaar          | PH-Sport     | 139 h 19 min 06 s | +85 h 38 min 04 s  |

#### Vainqueurs par catégories
- Prototypes légers :  Josef Macháček /  Pavel Vyoral (Buggyra)
- T4.1 SSV de série turbo :  Francisco López Contardo /  Juan Pablo Latrach Vinagre (Can-Am)
- Féminine :  Camélia Liparoti /  Annett Fischer (Yamaha)
- Première participation :  Michal Goczal /  Szymon Gospodarczyk (Can-Am)

### Camions
| Pos. | Pilote                | Copilote          | Mécanicien          | Constructeur   | Temps             | Écart              |
| 1    | Dmitry Sotnikov       | Ruslan Akhmadeev  | Ilgiz Akhmetzianov  | Kamaz          | 48 h 23 min 21 s  | —                  |
| 2    | Anton Shibalov        | Dmitrii Nikitin   | Ivan Tatarinov      | Kamaz          | 49 h 02 min 59 s  | + 00 h 39 min 38 s |
| 3    | Airat Mardeev         | Dmitri Svistunov  | Akhmet Galiautdinov | Kamaz          | 49 h 37 min 56 s  | + 01 h 14 min 35 s |
| 4    | Martin Macík          | František Tomášek | David Švanda        | Iveco          | 50 h 09 min 12 s  | + 01 h 45 min 51 s |
| 5    | Aleš Loprais          | Petr Pokora       | Khalid Alkendi      | Praga          | 50 h 23 min 52 s  | + 02 h 00 min 31 s |
| 6    | Aliaksei Vishneuski   | Maksim Novikau    | Siarhei Sachuk (R)  | MAZ            | 50 h 39 min 53 s  | + 02 h 16 min 32 s |
| 7    | Andrey Karginov       | Andrey Mokeev     | Igor Leonov         | Kamaz          | 51 h 12 min 22 s  | + 02 h 49 min 01 s |
| 8    | Martin van den Brink  | Wouter de Graff   | Daniel Kozlovsky    | Renault Trucks | 52 h 46 min 42 s  | + 04 h 23 min 21 s |
| 9    | Ignacio Casale        | Álvaro León       | David Hoffman       | Tatra          | 53 h 51 min 11 s  | + 05 h 27 min 50 s |
| 10   | Martin Soltys         | David Schovánek   | Tom Ikola           | Tatra          | 53 h 56 min 53 s  | + 05 h 33 min 32 s |
| 11   | Pascal de Baar        | Jan van der Vaet  | Stefan Slootjes     | Renault Trucks | 57 h 25 min 25 s  | + 09 h 02 min 04 s |
| 12   | Teruhito Sugawara     | Hirokazu Somemiya | Yuji Mochikuzi      | Hino           | 62 h 31 min 39 s  | + 14 h 08 min 18 s |
| 13   | Mathias Behringer     | Stefan Henken     | Robert Striebe      | MAN            | 67 h 19 min 56 s  | + 18 h 56 min 35 s |
| 14   | William de Groot      | Marcel Snijders   | Bart Gloudemans     | DAF            | 80 h 02 min 14 s  | + 31 h 38 min 53 s |
| 15   | Jordi Juvanteny       | Jose Luis Criado  |                     | MAN            | 80 h 14 min 46 s  | + 31 h 51 min 25 s |
| 16   | Tomáš Tomeček         | Philipp Retig     | Ladislav Lala       | Tatra          | 84 h 07 min 54 s  | + 35 h 44 min 33 s |
| 17   | Alberto Herrero       | Juan Carlos Macho | Nuno Jorge Silva    | MAN            | 86 h 48 min 14 s  | + 38 h 24 min 53 s |
| 18   | Aviv Kadshai          | Izhar Armony      | Maoz Vilder         | DAF            | 88 h 52 min 33 s  | + 40 h 29 min 11 s |
| 19   | Mitchel van den Brink | Rijk Mouw         | Wilfred Schuurman   | Volvo          | 92 h 46 min 21 s  | + 44 h 23 min 00 s |
| 20   | Sylvain Besnard       | Tom Besnard       | Sylvain Laliche     | MAN            | 140 h 50 min 28 s | + 92 h 27 min 07 s |

#### Vainqueurs par catégories
- T5.1 camions de série :  Jordi Juvanteny /  Jose Luis Criado (MAN)
- T5.2 camions modifiés :  Dmitry Sotnikov /  Ruslan Akhmadeev /  Ilgiz Akhmetzianov (Kamaz)
- T5.3 camions assistance rapide :  Tomáš Tomeček /  Philipp Retig /  Ladislav Lála (Tatra)
- 6 roues motrices :  Jordi Juvanteny /  Jose Luis Criado (MAN)
- moins de 10 litres de cylindrée :  Teruhito Sugawara /  Hirokazu Somemiya  / Yuji Mochikuzi (Hino)

## Performances individuelles par étapes
Cette section détaille les résultats des principaux concurrents étape par étape, ainsi que leur position au classement général.

### Motos
| Équipe                                     | #  | Pilote                             | Étape/Général | PRL | 1  | 2   | 3  | 4   | 5   | 6  | 7  | 8   | 9   | 10  | 11  | 12  |
| ------------------------------------------ | -- | ---------------------------------- | ------------- | --- | -- | --- | -- | --- | --- | -- | -- | --- | --- | --- | --- | --- |
| Monster Energy Honda Team                  | 1  | Ricky Brabec                       | Étape         | 1   | 24 | 2   | 24 | 18  | 12  | 4  | 1  | 3   | 2   | 1   | 6   | 1   |
| Monster Energy Honda Team                  | 1  | Ricky Brabec                       | Général       | 1   | 24 | 2   | 13 | 15  | 14  | 13 | 8  | 6   | 4   | 2   | 3   | 2   |
| Monster Energy Honda Team                  | 4  | José Ignacio Cornejo               | Étape         | 25  | 16 | 5   | 10 | 7   | 2   | 11 | 2  | 1   | 3   | Ab. |     |     |
| Monster Energy Honda Team                  | 4  | José Ignacio Cornejo               | Général       | 25  | 17 | 11  | 10 | 9   | 3   | 3  | 1  | 1   | 1   |     |     |     |
| Monster Energy Honda Team                  | 47 | Kevin Benavídes                    | Étape         | 7   | 2  | 24  | 2  | 14  | 1   | 15 | 16 | 5   | 1   | 3   | 3   | 2   |
| Monster Energy Honda Team                  | 47 | Kevin Benavídes                    | Général       | 7   | 2  | 13  | 4  | 4   | 1   | 2  | 5  | 4   | 2   | 1   | 1   | 1   |
| Monster Energy Honda Team                  | 88 | Joan Barreda Bort                  | Étape         | 2   | 20 | 1   | 29 | 1   | 17  | 1  | 14 | 6   | 6   | 2   | Ab. |     |
| Monster Energy Honda Team                  | 88 | Joan Barreda Bort                  | Général       | 2   | 18 | 1   | 8  | 2   | 9   | 7  | 6  | 5   | 5   | 4   |     |     |
| Rockstar Energy Husqvarna Factory Racing   | 2  | Pablo Quintanilla                  | Étape         | 8   | 22 | 3   | 23 | 8   | 10  | 10 | 15 | 19  | 10  | 15  | 2   | 21  |
| Rockstar Energy Husqvarna Factory Racing   | 2  | Pablo Quintanilla                  | Général       | 8   | 21 | 4   | 12 | 10  | 11  | 10 | 12 | 11  | 9   | 8   | 7   | 7   |
| Rockstar Energy Husqvarna Factory Racing   | 77 | Luciano Benavídes                  | Étape         | 15  | 9  | 8   | 12 | 3   | 13  | 14 | 8  | 18  | Ab. |     |     |     |
| Rockstar Energy Husqvarna Factory Racing   | 77 | Luciano Benavídes                  | Général       | 15  | 9  | 7   | 7  | 6   | 10  | 11 | 10 | 10  |     |     |     |     |
| Red Bull KTM Factory Team KTM Factory Team | 3  | Toby Price                         | Étape         | 9   | 1  | 28  | 1  | 22  | 3   | 7  | 7  | 2   | Ab. |     |     |     |
| Red Bull KTM Factory Team KTM Factory Team | 3  | Toby Price                         | Général       | 9   | 1  | 15  | 3  | 8   | 4   | 1  | 2  | 2   |     |     |     |     |
| Red Bull KTM Factory Team KTM Factory Team | 5  | Sam Sunderland                     | Étape         | 26  | 4  | 16  | 5  | 11  | 5   | 9  | 4  | 4   | 4   | 8   | 1   | 11  |
| Red Bull KTM Factory Team KTM Factory Team | 5  | Sam Sunderland                     | Général       | 26  | 4  | 12  | 5  | 7   | 5   | 6  | 3  | 3   | 3   | 3   | 2   | 3   |
| Red Bull KTM Factory Team KTM Factory Team | 21 | Daniel Sanders                     | Étape         | 3   | 25 | 9   | 8  | 2   | 15  | 3  | 5  | 7   | 8   | 6   | 4   | 5   |
| Red Bull KTM Factory Team KTM Factory Team | 21 | Daniel Sanders                     | Général       | 3   | 25 | 18  | 16 | 14  | 13  | 12 | 9  | 8   | 6   | 6   | 4   | 4   |
| Red Bull KTM Factory Team KTM Factory Team | 52 | Matthias Walkner                   | Étape         | 18  | 3  | 69  | 3  | 23  | 8   | 5  | 17 | 8   | 5   | 5   | 5   | 3   |
| Red Bull KTM Factory Team KTM Factory Team | 52 | Matthias Walkner                   | Général       | 18  | 3  | 46  | 39 | 34  | 29  | 24 | 24 | 21  | 15  | 13  | 11  | 9   |
| Monster Energy Yamaha Rally Team           | 6  | Franco Caimi                       | Étape         | 14  | 7  | 31  | 7  | 15  | 18  | 12 | 10 | Ab. |     |     |     |     |
| Monster Energy Yamaha Rally Team           | 6  | Franco Caimi                       | Général       | 14  | 6  | 21  | 18 | 18  | 16  | 16 | 17 |     |     |     |     |     |
| Monster Energy Yamaha Rally Team           | 7  | Andrew Short                       | Étape         | 6   | 12 | Ab. |    |     |     |    |    |     |     |     |     |     |
| Monster Energy Yamaha Rally Team           | 7  | Andrew Short                       | Général       | 6   | 10 |     |    |     |     |    |    |     |     |     |     |     |
| Monster Energy Yamaha Rally Team           | 18 | Ross Branch                        | Étape         | 4   | 15 | 4   | 17 | 4   | 9   | 2  | 27 | 11  | Ab. |     |     |     |
| Monster Energy Yamaha Rally Team           | 18 | Ross Branch                        | Général       | 4   | 12 | 3   | 6  | 3   | 8   | 4  | 15 | 13  |     |     |     |     |
| Monster Energy Yamaha Rally Team           | 42 | Adrien van Beveren                 | Étape         | 17  | 14 | 6   | 16 | 10  | 23  | 6  | 11 | 13  | 12  | 7   | 10  | Ab. |
| Monster Energy Yamaha Rally Team           | 42 | Adrien van Beveren                 | Général       | 17  | 14 | 6   | 9  | 11  | 15  | 15 | 14 | 14  | 11  | 9   | 8   |     |
| Monster Energy Yamaha Rally Team           | 68 | Jamie McCanney                     | Étape         | 11  | 19 | 19  | 14 | 16  | Ab. |    |    |     |     |     |     |     |
| Monster Energy Yamaha Rally Team           | 68 | Jamie McCanney                     | Général       | 11  | 19 | 19  | 21 | 19  |     |    |    |     |     |     |     |     |
| BAS Dakar KTM Racing Team                  | 9  | Skyler Howes                       | Étape         | 13  | 8  | 11  | 4  | 20  | 7   | 19 | 3  | 9   | 9   | 4   | 13  | 4   |
| BAS Dakar KTM Racing Team                  | 9  | Skyler Howes                       | Général       | 13  | 8  | 8   | 1  | 5   | 7   | 9  | 7  | 7   | 7   | 5   | 5   | 5   |
| Slovnaft Rally Team (KTM)                  | 11 | Štefan Svitko                      | Étape         | 21  | 13 | 7   | 21 | 9   | 11  | 18 | 18 | 14  | 11  | 12  | 8   | 15  |
| Slovnaft Rally Team (KTM)                  | 11 | Štefan Svitko                      | Général       | 21  | 15 | 9   | 14 | 13  | 12  | 14 | 13 | 12  | 10  | 10  | 9   | 8   |
| HT Rally Raid Husqvarna Racing             | 12 | Xavier de Soultrait                | Étape         | 19  | 6  | 10  | 6  | 5   | 6   | 13 | 6  | Ab. |     |     |     |     |
| HT Rally Raid Husqvarna Racing             | 12 | Xavier de Soultrait                | Général       | 19  | 7  | 5   | 2  | 1   | 2   | 5  | 4  |     |     |     |     |     |
| Sherco Factory                             | 15 | Lorenzo Santolino                  | Étape         | 16  | 5  | 13  | 13 | 12  | 4   | 17 | 13 | 12  | 7   | 9   | 7   | 6   |
| Sherco Factory                             | 15 | Lorenzo Santolino                  | Général       | 16  | 5  | 10  | 11 | 12  | 6   | 8  | 11 | 9   | 8   | 7   | 6   | 6   |
| Sherco Factory                             | 19 | Rui Gonçalves                      | Étape         | 20  | 27 | 21  | 9  | 44  | 34  | 35 | 22 | 40  | 39  | 19  | 14  | 13  |
| Sherco Factory                             | 19 | Rui Gonçalves                      | Général       | 20  | 26 | 25  | 22 | 28  | 28  | 28 | 26 | 25  | 22  | 21  | 20  | 19  |
| Sherco Factory                             | 33 | Hartih Noah Koitha Veettil         | Étape         | 43  | 31 | 32  | 25 | 66  | 41  | 27 | 25 | 29  | 17  | 16  | 18  | 19  |
| Sherco Factory                             | 33 | Hartih Noah Koitha Veettil         | Général       | 43  | 31 | 31  | 31 | 37  | 39  | 35 | 33 | 32  | 25  | 24  | 22  | 20  |
| FN Speed (KTM)                             | 17 | Juan Pedrero Garcia                | Étape         | 28  | 17 | 26  | 26 | 17  | 27  | 23 | 26 | 28  | 18  | 17  | 17  | 7   |
| FN Speed (KTM)                             | 17 | Juan Pedrero Garcia                | Général       | 28  | 20 | 22  | 23 | 22  | 22  | 22 | 23 | 22  | 18  | 17  | 16  | 15  |
| FN Speed (KTM)                             | 32 | Tosha Schareina                    | Étape         | 30  | 26 | 29  | 30 | 24  | 21  | 22 | 20 | 15  | 21  | 14  | 11  | 14  |
| FN Speed (KTM)                             | 32 | Tosha Schareina                    | Général       | 30  | 27 | 27  | 27 | 27  | 24  | 23 | 22 | 20  | 17  | 15  | 14  | 13  |
| FN Speed (KTM)                             | 74 | Jaume Betriu                       | Étape         | 29  | 32 | 17  | 28 | 21  | 16  | 20 | 19 | 20  | 16  | 18  | 15  | 9   |
| FN Speed (KTM)                             | 74 | Jaume Betriu                       | Général       | 29  | 32 | 28  | 28 | 26  | 21  | 20 | 20 | 18  | 14  | 14  | 13  | 12  |
| FN Speed (KTM)                             | 87 | Oriol Mena                         | Étape         | 22  | 11 | 15  | 15 | 32  | 29  | 45 | 21 | 21  | 14  | 11  | 9   | 12  |
| FN Speed (KTM)                             | 87 | Oriol Mena                         | Général       | 22  | 13 | 14  | 15 | 21  | 23  | 27 | 25 | 23  | 19  | 18  | 17  | 16  |
| Orlen Team (KTM)                           | 20 | Adam Tomiczek                      | Étape         | 23  | 21 | 27  | 31 | 28  | 31  | 83 | 81 | Ab. |     |     |     |     |
| Orlen Team (KTM)                           | 20 | Adam Tomiczek                      | Général       | 23  | 23 | 23  | 26 | 25  | 25  |    |    |     |     |     |     |     |
| Orlen Team (KTM)                           | 22 | Maciej Giemza                      | Étape         | 12  | 18 | 22  | 11 | 26  | 14  | 24 | 21 | 16  | 71  | Ab. |     |     |
| Orlen Team (KTM)                           | 22 | Maciej Giemza                      | Général       | 12  | 16 | 20  | 20 | 20  | 18  | 19 | 19 | 17  |     |     |     |     |
| Hero Motorsports Team Rally                | 24 | Sebastian Bühler                   | Étape         | 5   | 29 | 14  | 20 | 25  | 20  | 21 | 23 | 10  | 24  | 21  | 12  | 10  |
| Hero Motorsports Team Rally                | 24 | Sebastian Bühler                   | Général       | 5   | 29 | 24  | 24 | 24  | 20  | 21 | 21 | 19  | 16  | 16  | 15  | 14  |
| Hero Motorsports Team Rally                | 27 | Joaquim Rodríguez                  | Étape         | 10  | 23 | 12  | 22 | 6   | 22  | 8  | 9  | 26  | 13  | 10  | 27  | 8   |
| Hero Motorsports Team Rally                | 27 | Joaquim Rodríguez                  | Général       | 10  | 22 | 17  | 19 | 16  | 19  | 17 | 16 | 16  | 12  | 11  | 12  | 11  |
| Hero Motorsports Team Rally                | 50 | Santosh Chunchunguppe Shivashankar | Étape         | 35  | 43 | 36  | 36 | Ab. |     |    |    |     |     |     |     |     |
| Hero Motorsports Team Rally                | 50 | Santosh Chunchunguppe Shivashankar | Général       | 35  | 43 | 36  | 34 |     |     |    |    |     |     |     |     |     |
| Orion - Moto Racing Group (KTM)            | 26 | Milan Engel                        | Étape         | 36  | 30 | 25  | 34 | 29  | 25  | 29 | 43 | 35  | 15  | 20  | 26  | 16  |
| Orion - Moto Racing Group (KTM)            | 26 | Milan Engel                        | Général       | 36  | 30 | 29  | 29 | 29  | 26  | 26 | 28 | 26  | 21  | 19  | 19  | 18  |
| Orion - Moto Racing Group (KTM)            | 31 | Martin Michek                      | Étape         | 24  | 10 | 18  | 18 | 19  | 19  | 16 | 12 | 17  | 20  | 13  | 16  | 23  |
| Orion - Moto Racing Group (KTM)            | 31 | Martin Michek                      | Général       | 24  | 11 | 16  | 17 | 17  | 17  | 18 | 18 | 15  | 13  | 12  | 10  | 10  |
| Gas Gas Factory Team                       | 44 | Laia Sanz                          | Étape         | 32  | 33 | 23  | 33 | 27  | 26  | 25 | 34 | 27  | 23  | 29  | 19  | 17  |
| Gas Gas Factory Team                       | 44 | Laia Sanz                          | Général       | 32  | 33 | 30  | 30 | 30  | 27  | 25 | 25 | 24  | 20  | 20  | 18  | 17  |

### Quads
| Équipe                       | #   | Pilote              | Étape/Général | PRL | 1 | 2 | 3  | 4  | 5  | 6  | 7  | 8  | 9   | 10 | 11 | 12  |
| ---------------------------- | --- | ------------------- | ------------- | --- | - | - | -- | -- | -- | -- | -- | -- | --- | -- | -- | --- |
| Drag'On Rally Team (Yamaha)  | 150 | Nicolás Cavigliasso | Étape         | 8   | 4 | 4 | 1  | 2  | 1  | 3  | 14 | 14 | Ab. |    |    |     |
| Drag'On Rally Team (Yamaha)  | 150 | Nicolás Cavigliasso | Général       | 8   | 5 | 4 | 3  | 1  | 1  | 1  |    |    |     |    |    |     |
| Team Giroud (Yamaha)         | 152 | Alexandre Giroud    | Étape         | 1   | 1 | 3 | 4  | 3  | 4  | 1  | 3  | 1  | 2   | 3  | 13 | Ab. |
| Team Giroud (Yamaha)         | 152 | Alexandre Giroud    | Général       | 1   | 1 | 1 | 2  | 2  | 3  | 3  | 2  | 2  | 2   | 2  |    |     |
| Story Racing S.R.O. (Yamaha) | 153 | Tomáš Kubiena       | Étape         | 6   | 6 | 8 | 7  | 10 | 8  | 8  | 8  | 4  | 8   | 8  | 4  | 4   |
| Story Racing S.R.O. (Yamaha) | 153 | Tomáš Kubiena       | Général       | 6   | 6 | 7 | 7  | 7  | 7  | 7  | 6  | 6  | 7   | 7  | 5  | 5   |
| 7240 Team (Yamaha)           | 154 | Manuel Andujar      | Étape         | 2   | 5 | 6 | 3  | 1  | 2  | 4  | 1  | 2  | 3   | 2  | 2  | 2   |
| 7240 Team (Yamaha)           | 154 | Manuel Andujar      | Général       | 2   | 4 | 5 | 5  | 4  | 2  | 2  | 1  | 1  | 1   | 1  | 1  | 1   |
| Orlen Team (Yamaha)          | 155 | Kamil Wisniewski    | Étape         | 3   | 8 | 7 | 12 | 8  | 7  | 6  | 7  | 8  | 7   | 6  | 5  | 3   |
| Orlen Team (Yamaha)          | 155 | Kamil Wisniewski    | Général       | 3   | 7 | 8 | 8  | 9  | 8  | 8  | 7  | 8  | 6   | 6  | 4  | 4   |
| SMX Racing (Yamaha)          | 157 | Romain Dutu         | Étape         | 13  | 7 | 9 | 9  | 4  | 11 | 7  | 6  | 5  | 10  | 9  | 7  | 9   |
| SMX Racing (Yamaha)          | 157 | Romain Dutu         | Général       | 13  | 8 | 9 | 9  | 8  | 9  | 9  | 8  | 7  | 8   | 8  | 6  | 6   |
| Enrico Racing Team (Yamaha)  | 159 | Giovanni Enrico     | Étape         | 5   | 2 | 2 | 2  | 5  | 3  | 2  | 4  | 3  | 1   | 5  | 1  | 6   |
| Enrico Racing Team (Yamaha)  | 159 | Giovanni Enrico     | Général       | 5   | 2 | 2 | 1  | 3  | 4  | 4  | 3  | 3  | 3   | 3  | 2  | 2   |
| Enrico Racing Team (Yamaha)  | 168 | Italo Pedemonte     | Étape         | 9   | 9 | 5 | 6  | 6  | 5  | 10 | 2  | 9  | 4   | 1  | 12 | 7   |
| Enrico Racing Team (Yamaha)  | 168 | Italo Pedemonte     | Général       | 9   | 9 | 6 | 6  | 6  | 5  | 6  | 4  | 5  | 5   | 5  |    |     |
| MX Devesa by Berta (Yamaha)  | 163 | Pablo Copetti       | Étape         | 4   | 3 | 1 | 5  | 11 | 6  | 5  | 5  | 6  | 5   | 4  | 3  | 1   |
| MX Devesa by Berta (Yamaha)  | 163 | Pablo Copetti       | Général       | 4   | 3 | 3 | 4  | 5  | 6  | 5  | 5  | 4  | 4   | 4  | 3  | 3   |

### Autos
| Équipe                                      | #   | Pilote                  | Étape/Général | PRL | 1  | 2  | 3   | 4  | 5   | 6   | 7  | 8   | 9  | 10  | 11 | 12 |
| ------------------------------------------- | --- | ----------------------- | ------------- | --- | -- | -- | --- | -- | --- | --- | -- | --- | -- | --- | -- | -- |
| X-Raid Mini JCW Team (Mini Buggy)           | 300 | Carlos Sainz            | Étape         | 28  | 1  | 3  | 21  | 4  | 9   | 1   | 3  | 2   | 11 | 4   | 3  | 1  |
| X-Raid Mini JCW Team (Mini Buggy)           | 300 | Carlos Sainz            | Général       | 28  | 1  | 2  | 4   | 3  | 3   | 3   | 3  | 3   | 3  | 3   | 3  | 3  |
| X-Raid Mini JCW Team (Mini Buggy)           | 302 | Stéphane Peterhansel    | Étape         | 14  | 2  | 2  | 3   | 2  | 3   | 4   | 2  | 3   | 1  | 3   | 2  | 3  |
| X-Raid Mini JCW Team (Mini Buggy)           | 302 | Stéphane Peterhansel    | Général       | 14  | 2  | 1  | 1   | 1  | 1   | 1   | 1  | 1   | 1  | 1   | 1  | 1  |
| Toyota Gazoo Racing                         | 301 | Nasser Al-Attiyah       | Étape         | 1   | 10 | 1  | 1   | 1  | 4   | 3   | 4  | 1   | 2  | 2   | 1  | 2  |
| Toyota Gazoo Racing                         | 301 | Nasser Al-Attiyah       | Général       | 1   | 10 | 3  | 2   | 2  | 2   | 2   | 2  | 2   | 2  | 2   | 2  | 2  |
| Toyota Gazoo Racing                         | 304 | Giniel de Villiers      | Étape         | 18  | 8  | 37 | 27  | 15 | 1   | 8   | 22 | 19  | 3  | 6   | 6  | 10 |
| Toyota Gazoo Racing                         | 304 | Giniel de Villiers      | Général       | 18  | 8  | 23 | 24  | 22 | 12  | 9   | 8  | 9   | 9  | 8   | 8  | 8  |
| Toyota Gazoo Racing                         | 330 | Shameer Variawa         | Étape         | 26  | 12 | 52 | 48  | 26 | 29  | 16  | 15 | 7   | 18 | 13  | 16 | 17 |
| Toyota Gazoo Racing                         | 330 | Shameer Variawa         | Général       | 26  | 12 | 45 | 44  | 42 | 38  | 32  | 31 | 28  | 24 | 23  | 21 | 21 |
| Toyota Gazoo Racing                         | 332 | Henk Lategan            | Étape         | 7   | 15 | 14 | 2   | 3  | Ab. |     |    |     |    |     |    |    |
| Toyota Gazoo Racing                         | 332 | Henk Lategan            | Général       | 7   | 14 | 16 | 7   | 4  |     |     |    |     |    |     |    |    |
| Overdrive Toyota Repsol Rally Teal          | 303 | Yazeed Al-Rajhi         | Étape         | 3   | 16 | 4  | 44  | 58 | 6   | 2   | 1  | 32  | 4  | 1   | 4  | 36 |
| Overdrive Toyota Repsol Rally Teal          | 303 | Yazeed Al-Rajhi         | Général       | 3   | 16 | 6  | 26  | 43 | 33  | 28  | 20 | 22  | 18 | 14  | 13 | 16 |
| Overdrive Toyota Repsol Rally Teal          | 306 | Bernhard ten Brinke     | Étape         | 5   | 20 | 10 | Ab. |    |     |     |    |     |    |     |    |    |
| Overdrive Toyota Repsol Rally Teal          | 306 | Bernhard ten Brinke     | Général       | 5   | 19 | 9  |     |    |     |     |    |     |    |     |    |    |
| Overdrive Toyota Repsol Rally Teal          | 307 | Jakub Przygoński        | Étape         | 4   | 7  | 8  | 11  | 5  | 10  | 5   | 5  | 6   | 24 | 5   | 9  | 6  |
| Overdrive Toyota Repsol Rally Teal          | 307 | Jakub Przygoński        | Général       | 4   | 7  | 5  | 5   | 5  | 4   | 4   | 4  | 4   | 4  | 4   | 4  | 4  |
| Overdrive Toyota Repsol Rally Teal          | 313 | Erik Van Loon           | Étape         | 23  | 62 | 50 | 14  | 12 | 35  | Ab. |    |     |    |     |    |    |
| Overdrive Toyota Repsol Rally Teal          | 313 | Erik Van Loon           | Général       | 23  | 61 | 56 | 52  | 50 | 46  |     |    |     |    |     |    |    |
| Overdrive Toyota Repsol Rally Teal          | 322 | Ronan Chabot            | Étape         | 32  | 47 | 25 | 47  | 34 | 24  | 17  | 30 | 33  | 19 | 28  | 20 | 18 |
| Overdrive Toyota Repsol Rally Teal          | 322 | Ronan Chabot            | Général       | 32  | 46 | 35 | 40  | 39 | 32  | 29  | 29 | 29  | 27 | 26  | 23 | 22 |
| Overdrive Toyota Repsol Rally Teal          | 327 | Isidre Esteve Pujol     | Étape         | 41  | 31 | 33 | 29  | 36 | 17  | 25  | 29 | 36  | 30 | 29  | 44 | 29 |
| Overdrive Toyota Repsol Rally Teal          | 327 | Isidre Esteve Pujol     | Général       | 41  | 30 | 32 | 30  | 29 | 22  | 20  | 22 | 23  | 23 | 22  | 28 | 28 |
| Bahrain Raid Xtreme (Prodrive)              | 305 | Sébastien Loeb          | Étape         | 10  | 17 | 6  | 5   | 7  | 20  | 54  | 42 | Ab. |    |     |    |    |
| Bahrain Raid Xtreme (Prodrive)              | 305 | Sébastien Loeb          | Général       | 10  | 17 | 7  | 6   | 7  | 10  | 44  | 42 |     |    |     |    |    |
| Bahrain Raid Xtreme (Prodrive)              | 311 | Nani Roma               | Étape         | 15  | 6  | 16 | 15  | 13 | 8   | 7   | 10 | 11  | 10 | 10  | 18 | 11 |
| Bahrain Raid Xtreme (Prodrive)              | 311 | Nani Roma               | Général       | 15  | 6  | 10 | 11  | 10 | 7   | 5   | 5  | 5   | 5  | 5   | 5  | 5  |
| SRT Racing (Century)                        | 308 | Mathieu Serradori       | Étape         | 8   | 4  | 5  | 7   | 28 | 56  | 44  | 8  | 24  | 26 | 8   | 12 | 9  |
| SRT Racing (Century)                        | 308 | Mathieu Serradori       | Général       | 8   | 4  | 4  | 3   | 6  | 54  | 50  | 50 | 49  | 48 | 46  | 44 | 44 |
| SRT Racing (Century)                        | 316 | Yasir Seaidan           | Étape         | 16  | 9  | 21 | 4   | 50 | 50  | 24  | 6  | 51  | 47 | 52  | 10 | 49 |
| SRT Racing (Century)                        | 316 | Yasir Seaidan           | Général       | 16  | 9  | 15 | 8   | 16 | 36  | 31  | 28 | 35  | 38 | 40  | 38 | 39 |
| X-Raid Team (Mini 4x4)                      | 309 | Orlando Terranova       | Étape         | 6   | 19 | 11 | 23  | 10 | 7   | Ab. |    |     |    |     |    |    |
| X-Raid Team (Mini 4x4)                      | 309 | Orlando Terranova       | Général       | 6   | 18 | 12 | 13  | 11 | 8   |     |    |     |    |     |    |    |
| X-Raid Team (Mini 4x4)                      | 317 | Vladimir Vasilyev       | Étape         | 12  | 28 | 9  | 24  | 8  | 12  | 10  | 9  | 8   | 15 | 7   | 7  | 5  |
| X-Raid Team (Mini 4x4)                      | 317 | Vladimir Vasilyev       | Général       | 12  | 26 | 14 | 14  | 13 | 11  | 7   | 6  | 6   | 7  | 6   | 6  | 6  |
| X-Raid Team (Mini 4x4)                      | 335 | Guilherme Spinelli      | Étape         | 24  | 30 | 23 | 13  | 14 | 16  | 21  | 39 | 26  | 20 | 26  | 27 | 26 |
| X-Raid Team (Mini 4x4)                      | 335 | Guilherme Spinelli      | Général       | 24  | 29 | 28 | 22  | 19 | 15  | 14  | 16 | 18  | 15 | 17  | 17 | 17 |
| Abu Dhabi Racing (Peugeot)                  | 310 | Khalid Al Qassimi       | Étape         | 9   | 5  | 18 | 8   | 6  | 11  | 27  | 11 | 4   | 8  | 16  | 8  | 7  |
| Abu Dhabi Racing (Peugeot)                  | 310 | Khalid Al Qassimi       | Général       | 9   | 5  | 11 | 10  | 8  | 6   | 8   | 7  | 7   | 6  | 7   | 7  | 7  |
| Abu Dhabi Racing (Peugeot)                  | 314 | Cyril Despres           | Étape         | 31  | 18 | 31 | 10  | 37 | 36  | 9   | 7  | 5   | 7  | 20  | 5  | 4  |
| Abu Dhabi Racing (Peugeot)                  | 314 | Cyril Despres           | Général       | 31  | 20 | 25 | 19  | 23 | 24  | 17  | 13 | 11  | 11 | 12  | 10 | 10 |
| Benzina Orlen Team (Ford)                   | 312 | Martin Prokop           | Étape         | 11  | 3  | 24 | 6   | 11 | 5   | 40  | 12 | 9   | 6  | 14  | 11 | 15 |
| Benzina Orlen Team (Ford)                   | 312 | Martin Prokop           | Général       | 11  | 3  | 13 | 9   | 9  | 5   | 10  | 9  | 8   | 8  | 9   | 9  | 9  |
| Rebellion Motors                            | 315 | Romain Dumas            | Étape         | 63  | 29 | 60 | 52  | 41 | 44  | 30  | 23 | 27  | 23 | 23  | 47 | 43 |
| Rebellion Motors                            | 315 | Romain Dumas            | Général       | 63  | 31 | 58 | 56  | 55 | 50  | 48  | 47 | 46  | 45 | 43  | 43 | 43 |
| Quzhou Motorsport City Team (SMG)           | 318 | Wei Han                 | Étape         | 37  | 23 | 13 | 9   | 17 | 45  | 13  | 14 | 15  | 17 | 19  | 22 | 14 |
| Quzhou Motorsport City Team (SMG)           | 318 | Wei Han                 | Général       | 37  | 23 | 18 | 12  | 12 | 29  | 26  | 24 | 21  | 22 | 19  | 18 | 18 |
| RaidLynkx (Optimus) MD Rallye Sport         | 319 | Jérôme Pelichet         | Étape         | 30  | 13 | 17 | 19  | 38 | 14  | 19  | 27 | 22  | 16 | Ab. |    |    |
| RaidLynkx (Optimus) MD Rallye Sport         | 319 | Jérôme Pelichet         | Général       | 30  | 13 | 17 | 15  | 17 | 13  | 12  | 12 | 13  | 13 |     |    |    |
| RaidLynkx (Optimus) MD Rallye Sport         | 321 | Dominique Housieaux     | Étape         | 40  | 27 | 35 | 26  | 24 | 25  | 31  | 26 | 23  | 21 | 30  | 24 | 21 |
| RaidLynkx (Optimus) MD Rallye Sport         | 321 | Dominique Housieaux     | Général       | 40  | 27 | 30 | 28  | 27 | 23  | 22  | 21 | 19  | 21 | 20  | 19 | 19 |
| RaidLynkx (Optimus) MD Rallye Sport         | 326 | Christian Lavieille     | Étape         | 34  | 25 | 12 | 18  | 16 | 23  | 12  | 13 | 10  | 14 | 24  | 19 | 13 |
| RaidLynkx (Optimus) MD Rallye Sport         | 326 | Christian Lavieille     | Général       | 34  | 25 | 19 | 16  | 14 | 14  | 11  | 10 | 10  | 10 | 10  | 11 | 11 |
| RaidLynkx (Optimus) MD Rallye Sport         | 341 | Michaël Pisano          | Étape         | 45  | 26 | 26 | 22  | 25 | 15  | 41  | 18 | 13  | 38 | 20  | 45 | 23 |
| RaidLynkx (Optimus) MD Rallye Sport         | 341 | Michaël Pisano          | Général       | 45  | 28 | 26 | 23  | 24 | 17  | 21  | 19 | 15  | 19 | 18  | 29 | 27 |
| Inbank Toyota Gazoo Racing Baltics (Toyota) | 320 | Benediktas Vanagas      | Étape         | 20  | 32 | 15 | 16  | 20 | 19  | 11  | 17 | 18  | 9  | 11  | 14 | 20 |
| Inbank Toyota Gazoo Racing Baltics (Toyota) | 320 | Benediktas Vanagas      | Général       | 20  | 32 | 24 | 21  | 21 | 16  | 13  | 11 | 12  | 12 | 11  | 12 | 12 |
| MSK Rally Team (Mini)                       | 323 | Denis Krotov            | Étape         | 22  | 51 | 36 | 55  | 18 | 21  | 14  | 16 | 21  | 32 | 15  | 26 | 28 |
| MSK Rally Team (Mini)                       | 323 | Denis Krotov            | Général       | 22  | 51 | 42 | 48  | 47 | 40  | 37  | 35 | 32  | 31 | 30  | 30 | 30 |
| Borgward Rally Team                         | 334 | Ricardo Porém           | Étape         | 17  | 42 | 42 | 28  | 39 | 18  | 28  | 24 | 14  | 12 | 37  | 36 | 24 |
| Borgward Rally Team                         | 334 | Ricardo Porém           | Général       | 17  | 41 | 39 | 33  | 32 | 26  | 24  | 23 | 20  | 20 | 21  | 20 | 20 |
| Century Racing                              | 339 | Brian Baragwanath       | Étape         | 2   | 21 | 7  | 31  | 9  | 9   | 2   | 55 | 12  | 5  | 9   | 25 | 8  |
| Century Racing                              | 339 | Brian Baragwanath       | Général       | 2   | 21 | 8  | 18  | 15 | 9   | 6   | 39 | 39  | 35 | 34  | 33 | 32 |
| Century Racing                              | 358 | Marcelo Tiglia Gastaldi | Étape         | 21  | 11 | 28 | 30  | 19 | 27  | 20  | 19 | 52  | 13 | 17  | 23 | 33 |
| Century Racing                              | 358 | Marcelo Tiglia Gastaldi | Général       | 21  | 11 | 20 | 27  | 25 | 19  | 16  | 15 | 30  | 30 | 29  | 27 | 29 |
| BAIC ORV                                    | 343 | Yangui Liu              | Étape         | 33  | 24 | 19 | 17  | 31 | 31  | 15  | 21 | 20  | 28 | 31  | 15 | 30 |
| BAIC ORV                                    | 343 | Yangui Liu              | Général       | 33  | 24 | 22 | 17  | 20 | 18  | 15  | 14 | 14  | 14 | 13  | 14 | 15 |
| BAIC ORV                                    | 352 | Guoyu Zhang             | Étape         | 39  | 14 | 34 | 37  | 30 | 13  | 29  | 20 | 16  | 27 | 18  | 13 | 16 |
| BAIC ORV                                    | 352 | Guoyu Zhang             | Général       | 39  | 15 | 27 | 31  | 30 | 20  | 19  | 17 | 16  | 16 | 15  | 15 | 14 |
| BAIC ORV                                    | 361 | Binglong Lu             | Étape         | 27  | 39 | 22 | 12  | 33 | 26  | 18  | 28 | 17  | 29 | 12  | 17 | 12 |
| BAIC ORV                                    | 361 | Binglong Lu             | Général       | 27  | 39 | 29 | 25  | 26 | 21  | 18  | 17 | 17  | 17 | 16  | 16 | 13 |

### SSV
| Équipe                                                                       | #   | Pilote                    | Étape/Général | PRL | 1  | 2  | 3  | 4  | 5  | 6   | 7  | 8  | 9  | 10 | 11  | 12  |
| ---------------------------------------------------------------------------- | --- | ------------------------- | ------------- | --- | -- | -- | -- | -- | -- | --- | -- | -- | -- | -- | --- | --- |
| PH-Sport                                                                     | 380 | Kris Meeke                | Étape         | 1   | 58 | 35 | 56 | 2  | 57 | 31  | 34 | 50 | 45 | 7  | 5   | 1   |
| PH-Sport                                                                     | 380 | Kris Meeke                | Général       | 1   | 58 | 57 | 55 | 54 | 53 | 49  | 46 | 44 | 42 | 42 | 41  | 41  |
| PH-Sport                                                                     | 393 | Lionel Baud               | Étape         | 10  | 38 | 23 | 20 | 24 | 10 | 34  | 53 | 18 | 37 | 8  | 7   | 4   |
| PH-Sport                                                                     | 393 | Lionel Baud               | Général       | 10  | 38 | 31 | 26 | 24 | 18 | 18  | 29 | 28 | 27 | 27 | 23  | 22  |
| Red Bull Off-Road Team Usa (OT)                                              | 381 | Mitchell Guthrie          | Étape         | 7   | 47 | 14 | 11 | 3  | 9  | Ab. |    |    |    |    |     |     |
| Red Bull Off-Road Team Usa (OT)                                              | 381 | Mitchell Guthrie          | Général       | 7   | 47 | 43 | 41 | 36 | 31 |     |    |    |    |    |     |     |
| Red Bull Off-Road Team Usa (OT)                                              | 383 | Seth Quintero             | Étape         | 2   | 10 | 10 | 4  | 7  | 3  | 1   | 7  | 6  | 51 | 18 | 1   | 5   |
| Red Bull Off-Road Team Usa (OT)                                              | 383 | Seth Quintero             | Général       | 2   | 10 | 10 | 7  | 5  | 4  | 3   | 3  | 2  | 24 | 24 | 19  | 18  |
| Red Bull Off-Road Team Usa (OT)                                              | 387 | Cristina Gutiérrez        | Étape         | 14  | 1  | 11 | 14 | 50 | 14 | 19  | 5  | 52 | 16 | 24 | 14  | 29  |
| Red Bull Off-Road Team Usa (OT)                                              | 387 | Cristina Gutiérrez        | Général       | 14  | 1  | 4  | 4  | 11 | 10 | 10  | 10 |    |    |    |     |     |
| Yamaha Powered by X-Raid                                                     | 385 | Mattias Ekström           | Étape         | 18  | 17 | 18 | 25 | 18 | 23 | 52  | 55 | 54 | 21 | 36 | 19  | 49  |
| Yamaha Powered by X-Raid                                                     | 385 | Mattias Ekström           | Général       | 18  | 17 | 13 | 14 | 12 | 12 | 29  |    |    |    |    |     |     |
| Yamaha Powered by X-Raid                                                     | 391 | Camélia Liparoti          | Étape         | 38  | 31 | 17 | 22 | 30 | 27 | 24  | 23 | 26 | 24 | 38 | 29  | 23  |
| Yamaha Powered by X-Raid                                                     | 391 | Camélia Liparoti          | Général       | 38  | 31 | 26 | 24 | 22 | 23 | 22  | 20 | 20 | 18 | 17 | 16  | 16  |
| MMP Compétition                                                              | 390 | Rui Carneiro              | Étape         | 9   | 54 | 45 | 24 | 8  | 17 | 40  | 23 | 9  | 29 | 19 | 28  | 27  |
| MMP Compétition                                                              | 390 | Rui Carneiro              | Général       | 9   | 54 | 49 | 45 | 43 | 40 | 37  | 32 | 29 | 26 | 28 | 26  | 26  |
| Buggyra Zero Mileage Racing                                                  | 396 | Tomáš Enge                | Étape         | 13  | 56 | 57 | 30 | 15 | 11 | 21  | 37 | 48 | 17 | 23 | 27  | 25  |
| Buggyra Zero Mileage Racing                                                  | 396 | Tomáš Enge                | Général       | 13  | 56 | 54 | 51 | 50 | 44 | 40  | 39 | 39 | 37 | 36 | 34  | 34  |
| Buggyra Zero Mileage Racing                                                  | 399 | Josef Machacek            | Étape         | 28  | 14 | 38 | 21 | 47 | 22 | 16  | 16 | 8  | 23 | 27 | 16  | 17  |
| Buggyra Zero Mileage Racing                                                  | 399 | Josef Machacek            | Général       | 28  | 14 | 19 | 17 | 23 | 22 | 19  | 17 | 15 | 13 | 13 | 12  | 12  |
| JLT Racing (PH-Sport)                                                        | 397 | Jean-Luc Pisson           | Étape         | 27  | 15 | 25 | 16 | 31 | 24 | 18  | 48 | 38 | 22 | 26 | 18  | 31  |
| JLT Racing (PH-Sport)                                                        | 397 | Jean-Luc Pisson           | Général       | 27  | 15 | 14 | 13 | 14 | 13 | 12  | 23 | 24 | 21 | 20 | 18  | 19  |
| Snag Racing Team (Can-Am)                                                    | 400 | Sergey Karyakin           | Étape         | 30  | 7  | 6  | 12 | 9  | 8  | 8   | 14 | 2  | 52 | 1  | 30  | 7   |
| Snag Racing Team (Can-Am)                                                    | 400 | Sergey Karyakin           | Général       | 30  | 7  | 7  | 5  | 4  | 6  | 5   | 6  | 5  | 28 | 26 | 25  | 23  |
| South Racing Can-Am Hibor Raid Monster Energy Can-Am Energylandia Rally Team | 401 | Francisco López Contardo  | Étape         | 8   | 3  | 3  | 1  | 6  | 1  | 28  | 1  | 1  | 1  | 6  | 2   | 11  |
| South Racing Can-Am Hibor Raid Monster Energy Can-Am Energylandia Rally Team | 401 | Francisco López Contardo  | Général       | 8   | 3  | 1  | 1  | 1  | 1  | 4   | 4  | 3  | 1  | 1  | 1   | 1   |
| South Racing Can-Am Hibor Raid Monster Energy Can-Am Energylandia Rally Team | 403 | Jose Antonio Hinojo Lopez | Étape         | 22  | 8  | 5  | 18 | 10 | 12 | 29  | 8  | 21 | 4  | 13 | 39  | 10  |
| South Racing Can-Am Hibor Raid Monster Energy Can-Am Energylandia Rally Team | 403 | Jose Antonio Hinojo Lopez | Général       | 22  | 8  | 8  | 8  | 7  | 8  | 9   | 9  | 9  | 6  | 6  | 7   | 7   |
| South Racing Can-Am Hibor Raid Monster Energy Can-Am Energylandia Rally Team | 404 | Reinaldo Varela           | Étape         | 4   | 5  | 7  | 23 | 29 | 19 | 7   | 3  | 3  | 5  | 8  | 8   | 2   |
| South Racing Can-Am Hibor Raid Monster Energy Can-Am Energylandia Rally Team | 404 | Reinaldo Varela           | Général       | 4   | 5  | 5  | 9  | 9  | 9  | 7   | 7  | 7  | 5  | 5  | 5   | 5   |
| South Racing Can-Am Hibor Raid Monster Energy Can-Am Energylandia Rally Team | 405 | Gerard Farrés             | Étape         | 26  | 6  | 2  | 35 | 44 | 46 | 3   | 26 | 19 | 15 | 5  | 3   | 13  |
| South Racing Can-Am Hibor Raid Monster Energy Can-Am Energylandia Rally Team | 405 | Gerard Farrés             | Général       | 26  | 6  | 3  | 12 | 13 | 26 | 20  | 19 | 18 | 16 | 15 | 11  | 11  |
| South Racing Can-Am Hibor Raid Monster Energy Can-Am Energylandia Rally Team | 406 | Aron Domżała              | Étape         | 6   | 4  | 4  | 9  | 1  | 5  | 5   | 6  | 16 | 7  | 10 | 9   | 8   |
| South Racing Can-Am Hibor Raid Monster Energy Can-Am Energylandia Rally Team | 406 | Aron Domżała              | Général       | 6   | 4  | 2  | 2  | 2  | 2  | 1   | 1  | 4  | 3  | 3  | 3   | 3   |
| South Racing Can-Am Hibor Raid Monster Energy Can-Am Energylandia Rally Team | 408 | Austin Jones              | Étape         | 3   | 2  | 8  | 2  | 5  | 4  | 4   | 9  | 5  | 10 | 2  | 6   | 9   |
| South Racing Can-Am Hibor Raid Monster Energy Can-Am Energylandia Rally Team | 408 | Austin Jones              | Général       | 3   | 2  | 6  | 3  | 3  | 3  | 2   | 3  | 1  | 2  | 2  | 2   | 2   |
| South Racing Can-Am Hibor Raid Monster Energy Can-Am Energylandia Rally Team | 416 | Kees Koolen               | Étape         | 17  | 27 | 13 | 8  | 22 | 25 | 10  | 13 | 7  | 9  | 20 | 11  | 6   |
| South Racing Can-Am Hibor Raid Monster Energy Can-Am Energylandia Rally Team | 416 | Kees Koolen               | Général       | 17  | 27 | 21 | 16 | 15 | 16 | 14  | 14 | 10 | 7  | 7  | 6   | 6   |
| South Racing Can-Am Hibor Raid Monster Energy Can-Am Energylandia Rally Team | 419 | Fernando Álvarez          | Étape         | 40  | 19 | 26 | 32 | 19 | 15 | 17  | 15 | 11 | 33 | 31 | 15  | 30  |
| South Racing Can-Am Hibor Raid Monster Energy Can-Am Energylandia Rally Team | 419 | Fernando Álvarez          | Général       | 40  | 19 | 18 | 23 | 20 | 19 | 16  | 15 | 12 | 14 | 16 | 14  | 14  |
| South Racing Can-Am Hibor Raid Monster Energy Can-Am Energylandia Rally Team | 422 | Khalifa Al-Attiyah        | Étape         | 16  | 41 | 28 | 5  | 17 | 2  | 2   | 12 | 41 | 2  | 3  | 4   | 16  |
| South Racing Can-Am Hibor Raid Monster Energy Can-Am Energylandia Rally Team | 422 | Khalifa Al-Attiyah        | Général       | 16  | 40 | 34 | 29 | 26 | 14 | 11  | 11 | 16 | 10 | 10 | 8   | 9   |
| South Racing Can-Am Hibor Raid Monster Energy Can-Am Energylandia Rally Team | 424 | Michal Goczal             | Étape         | 12  | 13 | 16 | 3  | 4  | 6  | 6   | 4  | 10 | 8  | 7  | 13  | 3   |
| South Racing Can-Am Hibor Raid Monster Energy Can-Am Energylandia Rally Team | 424 | Michal Goczal             | Général       | 12  | 13 | 12 | 11 | 8  | 7  | 6   | 5  | 6  | 4  | 4  | 4   | 4   |
| South Racing Can-Am Hibor Raid Monster Energy Can-Am Energylandia Rally Team | 430 | Marek Goczał              | Étape         | 25  | 26 | 21 | 15 | 13 | 20 | 12  | 11 | 33 | 3  | 11 | 17  | 14  |
| South Racing Can-Am Hibor Raid Monster Energy Can-Am Energylandia Rally Team | 430 | Marek Goczał              | Général       | 25  | 26 | 22 | 19 | 16 | 15 | 15  | 13 | 14 | 9  | 9  | 9   | 8   |
| South Racing Can-Am Hibor Raid Monster Energy Can-Am Energylandia Rally Team | 442 | Lourenço Rosa             | Étape         | 21  | 23 | 12 | 13 | 41 | 16 | 9   | 10 | 22 | 30 | 17 | 43  | 24  |
| South Racing Can-Am Hibor Raid Monster Energy Can-Am Energylandia Rally Team | 442 | Lourenço Rosa             | Général       | 21  | 23 | 16 | 15 | 19 | 17 | 13  | 12 | 11 | 12 | 11 | 15  | 15  |
| FN Speed Team (Can-Am)                                                       | 410 | Santiago Navarro          | Étape         | 15  | 9  | 19 | 7  | 27 | 21 | Ab. |    |    |    |    |     |     |
| FN Speed Team (Can-Am)                                                       | 410 | Santiago Navarro          | Général       | 15  | 9  | 11 | 10 | 10 | 11 |     |    |    |    |    |     |     |
| FN Speed Team (Can-Am)                                                       | 412 | Saleh Alsaif              | Étape         | 5   | 11 | 1  | 10 | 12 | 7  | 38  | 2  | 4  | 44 | 15 | 53  | Ab. |
| FN Speed Team (Can-Am)                                                       | 412 | Saleh Alsaif              | Général       | 5   | 11 | 9  | 6  | 6  | 5  | 8   | 8  | 8  | 8  | 8  |     |     |
| CST / Polaris France                                                         | 411 | Jérémie Warnia            | Étape         | 11  | 36 | 24 | 6  | 27 | 35 | 15  | 17 | 13 | 53 | 12 | 23  | 35  |
| CST / Polaris France                                                         | 411 | Jérémie Warnia            | Général       | 11  | 36 | 30 | 22 | 21 | 24 | 21  | 18 | 17 | 38 | 38 | 36  | 36  |
| BBR / Mercier                                                                | 418 | Éric Abel                 | Étape         | 39  | 18 | 32 | 24 | 23 | 26 | 13  | 18 | 14 | 14 | 33 | 22  | 15  |
| BBR / Mercier                                                                | 418 | Éric Abel                 | Général       | 39  | 18 | 17 | 17 | 17 | 20 | 17  | 16 | 13 | 11 | 12 | 10  | 10  |
| Polaris RZR Factory Racing                                                   | 420 | Wayne Matlock             | Étape         | 37  | 16 | 31 | 48 | 29 | 34 | 20  | 21 | 12 | 6  | 14 | 10  | 20  |
| Polaris RZR Factory Racing                                                   | 420 | Wayne Matlock             | Général       | 37  | 16 | 15 | 28 | 28 | 28 | 24  | 21 | 19 | 15 | 14 | 13  | 13  |
| Pinch Racing                                                                 | 439 | Matthieu Margaillan       | Étape         | 32  | 35 | 9  | 17 | 42 | 55 | 48  | 45 | 40 | 54 | 32 | Ab. |     |
| Pinch Racing                                                                 | 439 | Matthieu Margaillan       | Général       | 32  | 35 | 25 | 21 | 25 | 51 | 48  | 44 | 43 |    |    |     |     |

### Camions
| Équipe                                   | #   | Pilote                | Étape/Général | PRL | 1  | 2  | 3  | 4   | 5  | 6  | 7  | 8   | 9  | 10 | 11 | 12  |
| ---------------------------------------- | --- | --------------------- | ------------- | --- | -- | -- | -- | --- | -- | -- | -- | --- | -- | -- | -- | --- |
| Kamaz-Master                             | 500 | Andrey Karginov       | Étape         | 11  | 21 | 11 | 5  | 2   | 7  | 6  | 5  | 3   | 5  | 5  | 6  | 6   |
| Kamaz-Master                             | 500 | Andrey Karginov       | Général       | 11  | 21 | 14 | 12 | 10  | 10 | 9  | 8  | 7   | 7  | 7  | 7  | 7   |
| Kamaz-Master                             | 501 | Anton Shibalov        | Étape         | 4   | 3  | 6  | 3  | 5   | 3  | 3  | 3  | 1   | 4  | 6  | 1  | 2   |
| Kamaz-Master                             | 501 | Anton Shibalov        | Général       | 4   | 3  | 3  | 3  | 3   | 2  | 2  | 2  | 2   | 2  | 2  | 2  | 2   |
| Kamaz-Master                             | 507 | Dmitry Sotnikov       | Étape         | 12  | 1  | 1  | 2  | 1   | 1  | 2  | 1  | 2   | 3  | 2  | 4  | 3   |
| Kamaz-Master                             | 507 | Dmitry Sotnikov       | Général       | 12  | 1  | 1  | 1  | 1   | 1  | 1  | 1  | 1   | 1  | 1  | 1  | 1   |
| Kamaz-Master                             | 509 | Ayrat Mardeev         | Étape         | 17  | 10 | 2  | 8  | 8   | 6  | 1  | 2  | 7   | 2  | 3  | 2  | 5   |
| Kamaz-Master                             | 509 | Ayrat Mardeev         | Général       | 17  | 10 | 6  | 6  | 4   | 5  | 3  | 3  | 3   | 3  | 3  | 3  | 3   |
| MAZ-SPORTauto                            | 502 | Siarhei Viazovich     | Étape         | 1   | 4  | 3  | 1  | Ab. |    |    |    |     |    |    |    |     |
| MAZ-SPORTauto                            | 502 | Siarhei Viazovich     | Général       | 1   | 4  | 2  | 2  |     |    |    |    |     |    |    |    |     |
| MAZ-SPORTauto                            | 505 | Aliaksei Vishneuski   | Étape         | 2   | 17 | 4  | 6  | 3   | 2  | 5  | 4  | 4   | 8  | 4  | 3  | 4   |
| MAZ-SPORTauto                            | 505 | Aliaksei Vishneuski   | Général       | 2   | 16 | 11 | 10 | 9   | 7  | 6  | 6  | 6   | 6  | 6  | 6  | 6   |
| Big Shock Racing (Iveco)                 | 503 | Martin Macik          | Étape         | 3   | 5  | 5  | 4  | 4   | 9  | 7  | 10 | 8   | 1  | 1  | 5  | 1   |
| Big Shock Racing (Iveco)                 | 503 | Martin Macik          | Général       | 3   | 5  | 4  | 4  | 2   | 3  | 4  | 5  | 5   | 5  | 5  | 4  | 4   |
| Instaforex Loprais Praga (Praga / Tatra) | 504 | Aleš Loprais          | Étape         | 6   | 2  | 10 | 7  | 11  | 5  | 4  | 6  | 6   | 6  | 7  | 8  | 7   |
| Instaforex Loprais Praga (Praga / Tatra) | 504 | Aleš Loprais          | Général       | 6   | 2  | 5  | 5  | 5   | 4  | 5  | 4  | 4   | 4  | 4  | 5  | 5   |
| Instaforex Loprais Praga (Praga / Tatra) | 520 | Jan Tománek           | Étape         | 15  | 12 | 22 | 14 | 16  | 27 | 27 | 17 | Ab. |    |    |    |     |
| Instaforex Loprais Praga (Praga / Tatra) | 520 | Jan Tománek           | Général       | 15  | 12 | 20 | 16 | 14  |    |    |    |     |    |    |    |     |
| Mammoet Rallysport (Renault)             | 506 | Martin van den Brink  | Étape         | 14  | 8  | 9  | 11 | 10  | 12 | 8  | 7  | 10  | 7  | 11 | 10 | 9   |
| Mammoet Rallysport (Renault)             | 506 | Martin van den Brink  | Général       | 14  | 8  | 9  | 8  | 7   | 9  | 7  | 7  | 8   | 8  | 8  | 8  | 8   |
| Hino Team Sugawara                       | 508 | Teruhito Sugawara     | Étape         | 19  | 18 | 14 | 25 | 15  | 13 | 11 | 11 | 13  | 10 | 12 | 13 | 13  |
| Hino Team Sugawara                       | 508 | Teruhito Sugawara     | Général       | 19  | 17 | 15 | 17 | 16  | 14 | 13 | 13 | 13  | 13 | 13 | 13 | 12  |
| Riwald Dakar Team (Renault)              | 511 | Gert Huzink           | Étape         | 7   | 13 | 36 | 30 | 28  | 10 | 10 | 27 | Ab. |    |    |    |     |
| Riwald Dakar Team (Renault)              | 511 | Gert Huzink           | Général       | 7   | 13 |    |    |     |    |    |    |     |    |    |    |     |
| Riwald Dakar Team (Renault)              | 515 | Pascal de Baar        | Étape         | 10  | 15 | 13 | 12 | 12  | 11 | 9  | 16 | 12  | 14 | 10 | 9  | 11  |
| Riwald Dakar Team (Renault)              | 515 | Pascal de Baar        | Général       | 10  | 15 | 13 | 13 | 12  | 11 | 11 | 11 | 11  | 11 | 11 | 11 | 11  |
| Tatra Buggyra Racing                     | 514 | Martin Soltys         | Étape         | 8   | 9  | 7  | 13 | 7   | 7  | 13 | 9  | 9   | 9  | 16 | 7  | 10  |
| Tatra Buggyra Racing                     | 514 | Martin Soltys         | Général       | 8   | 9  | 8  | 9  | 8   | 10 | 10 | 10 | 10  | 9  | 10 | 9  | 10  |
| Tatra Buggyra Racing                     | 517 | Ignacio Casale        | Étape         | 13  | 6  | 8  | 9  | 6   | 8  | 12 | 8  | 5   | 13 | 8  | 12 | 8   |
| Tatra Buggyra Racing                     | 517 | Ignacio Casale        | Général       | 13  | 6  | 7  | 7  | 6   | 6  | 8  | 9  | 9   | 10 | 9  | 9  | 9   |
| Valtr Racing Team (Iveco)                | 518 | Jaroslav Valtr        | Étape         | 9   | 7  | 17 | 10 | 9   | 14 | 14 | 15 | 11  | 11 | 9  | 11 | Ab. |
| Valtr Racing Team (Iveco)                | 518 | Jaroslav Valtr        | Général       | 9   | 7  | 12 | 11 | 11  | 12 | 12 | 12 | 12  | 12 | 12 | 12 |     |
| DakarSpeed (Scania)                      | 519 | Maurik van den Heuvel | Étape         | 5   | 11 | 12 | 27 | Ab. |    |    |    |     |    |    |    |     |
| DakarSpeed (Scania)                      | 519 | Maurik van den Heuvel | Général       | 5   | 11 | 10 |    |     |    |    |    |     |    |    |    |     |